# Каркано, Мигель Анхель
Мигель Анхель Каркано (исп. Miguel Angel Cárcano; 18 июля 1889 — 9 мая 1978) — аргентинский политик, министр иностранных дел (1961—1962).

## Биография
Окончил колледж в Кордове по специальности «право».
В 1930-х гг. в качестве депутата парламента в составе делегации своей страны участвовал в торговых переговорах с Великобританией с целью либерализации доступа аргентинской сельхозпродукции на британский рынок и обеспечение присутствия английского капитала в стране, не приводящего к ухудшению позиций местной промышленности.
В 1938—1942 гг. — посол во Франции, в 1942—1946 гг. — в Великобритании.
В качестве депутата от Кордовы активно включился в обсуждение аграрной реформы. Свои взгляды он изложил в книге «Эволюция государственной системы земельных отношений», вышедшей ещё в 1917 г. Профессор экономики сельского хозяйства университета Буэнос-Айреса Э. Лобос оценил её как наиболее полную работу по анализу аграрного законодательства в Аргентине. Непродолжительное время занимал пост министра сельского хозяйства. К его достижениям относят создание эффективной системы кредитования малых и средних сельхозпроизводителей.
В 1961—1962 гг. — министр иностранных дел Аргентины.
Являлся членом нескольких отраслевых академий страны.